# Регбі на літніх Олімпійських іграх 1900
Турнір з регбі на Літніх Олімпійських іграх 1900 тривав  із 14 до 28 жовтня 1900 року на стадіоні Велодром де Венсенн у місті  Венсенн неподалік від Парижа за правилами Регбійного союзу. Цей турнір став першим змаганням з регбі в історії Літніх Олімпійських ігор. У ньому взяли участь три команди, що представляли Францію, Німецьку імперію та Велику Британію.
Було розіграно два матчі. Команда Франції зіграла зі збірною Німецької імперії та Великої Британії, отримала дві перемоги і здобула золоту медаль. Німці та британці отримали срібні медалі.

## Історія змагань
Регбі за правилами Регбійного союзу було введено в програму Олімпійських ігор за ініціативою П'єра де Кубертена — популяризатора цього виду спорту, активного учасника змагань, а згодом судді. Запропоновану французьким міністром торгівлі програму змагань ухвалював Міжнародний олімпійський комітет, перед яким відповідали консультативні комітети. Всі комітети зібрались разом у другому кварталі 1899 року. Рішення у справі остаточної форми, яку приймуть Олімпійські ігри було узгоджено під час зустрічі консультативного комітету 27 травня 1899 року,  а 3 лютого 1900 року його затвердив Міжнародний олімпійський комітет.
Постанова міністра торгівлі затвердила Французьке товариство спорту (Union des sociétés françaises de sports athlétiques) відповідальним за проведення Літніх Олімпійських ігор. Команди могли реєструватись до 15 вересня 1900 року. Заявки подали три команди: британська, з Західного Мідленду; німецька — SC 1880 Франкфурт, а також Збірна Франції з регбі, до складу якої входили паризькі гравці. Запропоновано триматчевий розклад ігор за круговою системою, що мали відбуватись в три послідовні тижні на стадіоні Велодром де Венсенн - 14, 21 і 28 жовтня 1900 року. За тодішніми правилами гри за спроби й карні удари команда отримувала 3 очки, за реалізацію — 2, а за дроп-гол — 4 очки. Переможець кожного матчу нагороджувався витвором мистецтва, а інші учасники сувенірами.
Турнір з регбі був останньою з дисциплін, організованою Французьким спортивним товариством, і став найпопулярнішим видом змагань. Він єдиний що приніс прибуток організаторам Літніх Олімпійських ігор. Серед осіб, які прибули на першу зустріч, 206 купили вхідні квитки за півфранка, а 449 — за два франки. Під час другого матчу ці числа становили 3795 і 594 глядачів. Перший матч приніс прибуток близько 800 франків, другий — 1600 франків. Завдяки цим двом матчам організатори заробили близько 2400 франків, тоді як два футбольні матчі не досягли 1000 франків. Організатори Літніх Олімпійських ігор тішились з досягнутого результату, зважаючи на те, що матчі відбувались в східній частині міста, де зацікавлення даним спортом було незначне, а щоб доїхати до центру треба було провести в автобусі цілу годину. Роздумували, що би було, якби змагання проводились у західній частині міста, десь в околицях вокзалу Сен-Лазар. Тоді б мінімальний дохід від продажу квитків становив би приблизно 6000-8000 франків.
Однією з інновацій, застосованих під час турніру, було табло, на якому крім результатів виводилася інформація про колір одягу всіх трьох команд. Людина, яка стежила за результатами, в перерві матчу з Німецькою імперією витерла всі результати, думаючи що в другій половині очки будуть рахуватись від нуля.

## Перебіг змагань

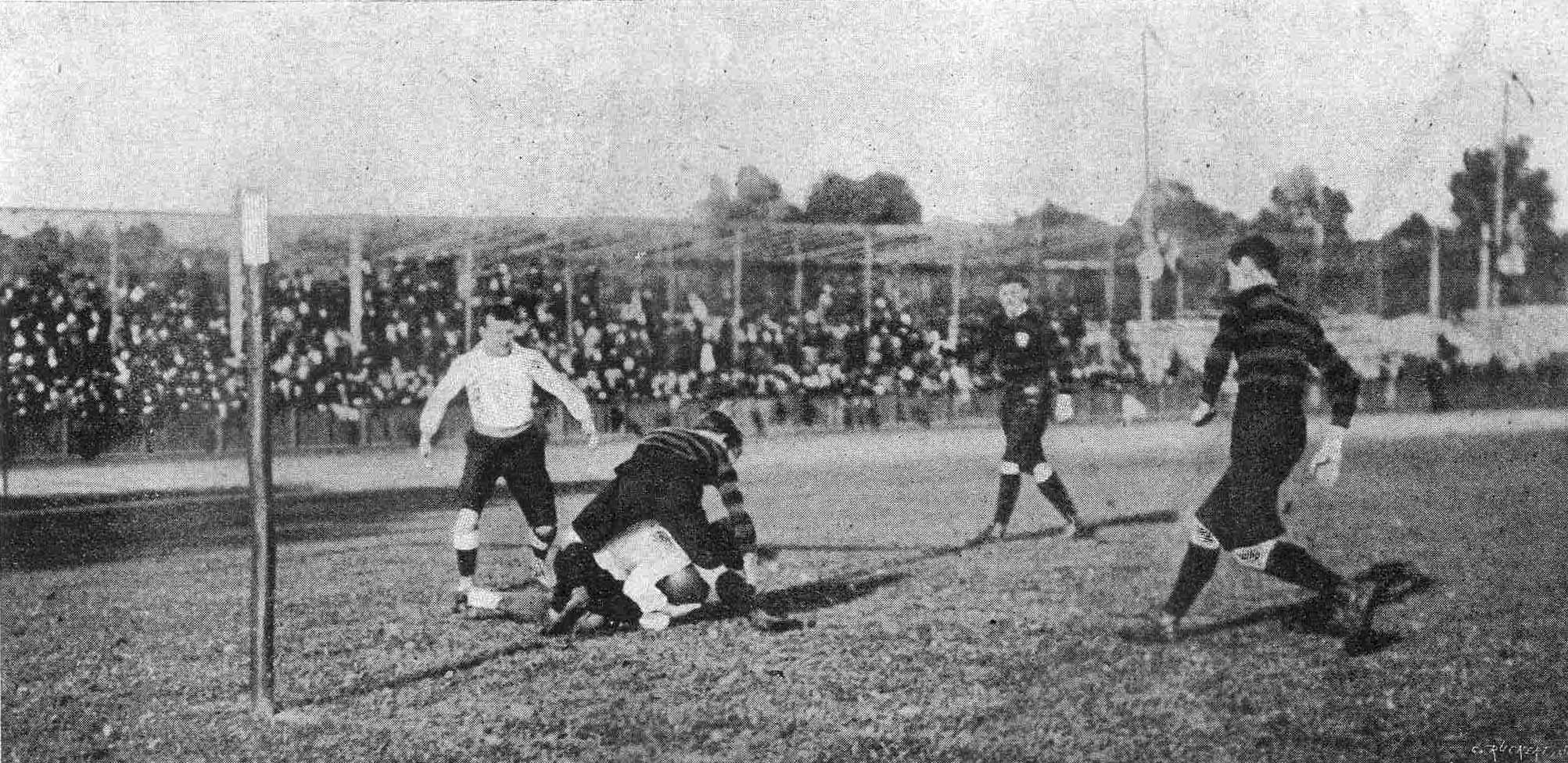
Гра між Францією та Німеччиню

#### Перший матч
Перший матч відбувся 14 жовтня і розігрувався він між збірними Франції та Німецької імперії. Матч був успішний. Хмари, які громадились від самого ранку принесли очікуваний дощ. Але до початку запланованого на 15 годину матчу розпогодилося. Навіть попри несприятливі атмосферні умови на стадіоні зібралось близько 3500 глядачів, з яки 2519 купили квитки, всі інші були запрошені гості та преса. Збірна Франції виступила в білій формі з синіми та червоними елементами, німці одягнулись в чорно-червоний спортивний одяг.
Німецька збірна дуже серйозно підійшла до поставленої перед ними задачі. Всі учасники щоденно займались фіззарядкою, сиділи на дієті, а також перестали вживати тютюн за 15 днів до початку першого матчу. Капітан французької команди на відміну від німців курив сигари, ще за 2 години перед матчем.
Німецькі спортсмени відразу нав'язали свій стиль гри французам, завдяки чому отримали значну перевагу в початковій стадії гри. Їм вдавалось добре грати в сутичках, хоча вони не переважали французів ростом, вагою чи поставою. Допомагали їм в цьому жвавість і завзяття. Вони забили дроп-гол і здійснили дві реалізовані спроби завдяки зусиллям Августа Шмірера та Генріха Райца. Французи, які до цього часу грали назустріч сонцю, ще перед перервою відповіли збірній Німецької імперії одною спробою, яку здобув Еміль Саррад. Влучна реалізація зменшила перевагу німецької команди до рахунку 14-5.
У другій половині матчу французький капітан Жозеф Олів'є збільшив тиск на гру сутички, змушуючи німців захищатись. Це все призвело до того, що А. Альберт, Андре Рузвельт, потім двічі Еміль Саррад, знову Андре Рузвельт і Франц Рейшель здійснили спроби, хоча тільки дві зі спроб були реалізовані. Німці відповіли нереалізованою спробою в виконанні Людвіга, і матч завершився з рахунком 27-17 на користь французів. Остання, двадцятихвилинна домінація французів була зумовлена тим, що німці буцімто розігрували матчі, з яких одна половина тривала тридцять хвилин. Після завершального свистка на мураву ввійшли французькі вболівальники, вітаючи своїх побратимів з перемогою. Обидві команди з'явились увечері на влаштованому спеціально на їхню честь бенкеті.

### Другий матч
Через логістичні проблеми матч між збірними Великої Британії та Німецької імперії не відбувся..

### Третій матч
Матч між Францією та Великою Британією відбувся 28 жовтня і зібрав ще більшу кількість вболівальників (за оцінками понад 6 тисяч), хоча Таймс говорить про 10 тисяч уболівальників - серед яких 4389 купили квитки. Це була найбільша кількість вболівальників, які появились на Літніх Олімпійських іграх 1900 року.
Від самого початку французи показали, хто тут кращий. Вже у першій половині матчу Саррад здобув дві спроби. Після нього, вдалось це ще й Олів'є, Коллі, Готьє, а на додаток, дві зі спроб реалізував Рішман. Лише в другій частині збірній Великої Британії вдалось здобути бали завдяки штрафним, спробі Волліса і реалізації Бертлза. Проте французам вдавалось утримувати перевагу,  завдяки спробам Біноша та Рейшеля. Матч закінчився за переваги французів 27-8. Французька преса говорила про цікавий поєдинок з великою кількістю гри руками .
На однобічний характер протистояння вплинула довга подорож, яку британські учасники здійснили протягом доби перед поєдинком — поїздом до Лондона, після чого на узбережжя, поромом через Ла-Манш і знову поїздом до Парижа — добравшись до місця призначення десь близько шостої ранку. Частина з них ще крім цього взяла участь в суботніх матчах, а для Клемента Дейкена це був вже третій матч упродовж тижня.

## Таблиця

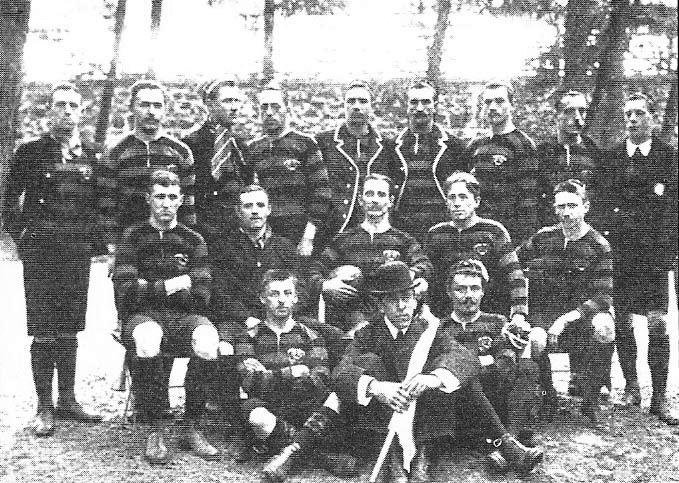
Команда Німецької Імперії з регбі на Літніх Олімпійських іграх 1900

| Дисципліни | Золото  | Срібло                           | Бронза       |
| ---------- | ------- | -------------------------------- | ------------ |
| Регбі      | Франція | Німецька Імперія Велика Британія | не вручалися |

## Команда
| Франція | Німецька Імперія | Велика Британія |
| --- | --- | --- |
| - Владімір Аітофф - A. Альберт - Леон Бінош - Жан Колля - Жан Гай Готьє - Огюст Жиро - Шарль Гондуан - Константин Енрікес - Жан Ерве - Віктор Ляршанде - Юбер Лефевр - Жозеф Олів'є - Александр Фарамон - Франц Рейшель - Андре Рішман - Андре Рузвельт - Еміль Саррад | - Альберт Амрхайн - Гуго Беттінг - Якоб Геррманн - Віллі Гофмайстер - Герман Кройцер - Арнольд Ландфойгт - Ганс Латша - Еріх Людвіг - Ріхард Людвіг - Фріц Мюллер - Едуард Поппе - Гайнріх Райц - Август Шмірер - Адольф Штокгаузен - Георг Вендерот | - Ф. К. Бейліс - Джон Генрі Бертлз - Джеймс Кентіон - Артур Дербі - Клемент Дейкен - Л. Гуд - М. Л. Логан - Герберт Ловетт - Герберт Ніколь - В. Сміт - М. В. Толбот - Джеймс Волліс - Клод Віттіндейл - Реймон Віттіндейл - Френсіс Генрі Вілсон |